# Филипович, Владимир
Владимир Филипович (хорв. Vladimir Filipović, 26 июля 1906, Лудбрег — 26 июня 1984, Силба) — хорватский  и югославский философ-марксист, один из теоретиков «школы праксиса».

## Биография
Родился в семье государственного служащего. Начальную школу посещал в Новске, гимназию — в Бьеловаре и Загребе (окончил в 1925 году). Затем изучал философию и славистику в Загребе, а в 1926—1927 гг. в Мюнхене и Берлине. Защитился в 1929 году, а в 1930 году защитил докторскую диссертацию.

## Философия
Испытал влияние немецкого идеализма (хорв. njemački idealizam), разработал философию ценностей (хорв. vrijednosti), лежащих в основе культуры.

## Книги
- Filozofija i život. Zagreb, 1938.
- Logika za srednje škole. Zagreb, 1941.
- Filozofija renesanse i odabrani tekstovi filozofa. Matica Hrvatska, 1956.
- Klasični njemački idealizam i odabrani tekstovi filozofa. Matica Hrvatska, 1962.
- Novija filozofija zapada i odabrani tekstovi. Matica Hrvatska, 1968.